# Diplastrella megastellata
Diplastrella megastellata är en svampdjursart som beskrevs av George John Hechtel 1965. Diplastrella megastellata ingår i släktet Diplastrella och familjen Spirastrellidae.
Artens utbredningsområde är havet kring Jamaica. Inga underarter finns listade i Catalogue of Life.